# Koszykówka na Letniej Uniwersjadzie 1967
Koszykówka na Letniej Uniwersjadzie 1967 – zawody koszykarskie rozgrywane podczas Letniej Uniwersjady 1967 w Tokio. W programie znalazły się dwie konkurencje – turniej kobiet i mężczyzn. Rywalizacja kobiet odbyła się po raz trzeci w historii letnich uniwersjad, a mężczyźni brali udział w tych zawodach po raz piąty w historii.
Złoty medal w turnieju kobiet zdobyła reprezentacja Korei Południowej, srebrny gospodynie, Japonia, a brązowy Francja. W turnieju mężczyzn najlepsi okazali się koszykarze ze Stanów Zjednoczonych. Drugą pozycję zajęli reprezentanci Korei Południowej, a trzecią Brazylia.
Tytuł mistrzowski w rywalizacji mężczyzn dla Stanów Zjednoczonych był drugim zdobytym przez ten zespół w historii turniejów koszykarskich podczas uniwersjad. Ponadto srebrny medal zdobyty przez męską reprezentację Brazylii był drugim medalem zdobytym przez ten zespół w historii turniejów koszykarskich podczas uniwersjad. Wszystkie pozostałe reprezentacje, które zdobyły medale, uczyniły to po raz pierwszy w historii.

## Klasyfikacje medalowe

### Wyniki konkurencji
| Konkurencja:     | 1. miejsce        | 2. miejsce       | 3. miejsce |
| Turniej kobiet   | Korea Południowa  | Japonia          | Francja    |
| Turniej mężczyzn | Stany Zjednoczone | Korea Południowa | Brazylia   |

### Klasyfikacja medalowa państw
| Nr | Państwo           |   |   |   | Ogółem |
| -- | ----------------- | - | - | - | ------ |
| 1. | Korea Południowa  | 1 | 1 | 0 | 2      |
| 2. | Stany Zjednoczone | 1 | 0 | 0 | 2      |
| 3. | Japonia           | 0 | 1 | 0 | 1      |
| 4. | Brazylia          | 0 | 0 | 1 | 1      |
| 4. | Francja           | 0 | 0 | 1 | 1      |